# Chester (Illinois)
Pour les articles homonymes, voir Chester.
Chester est une ville des États-Unis, siège du comté de Randolph, dans l'État de l'Illinois. Sa population s’élevait à 8 586 habitants lors du recensement de 2010, estimée à 8 562 habitants en 2016.